# 新店之战
新店之战是唐安史之乱中，唐军在新店击败安庆绪的燕军，收复东都洛阳的战役。唐军在沣水之战大胜后，但并没有听从仆固怀恩的建议乘胜追击，使得安庆绪重新聚集了十余万的兵力。但唐军仍然在回纥骑兵的强力支援包抄下大败燕军。安庆绪在得知战败的消息后，放弃洛阳，逃守河北。